# Albert Ndele
Albert Ndele (15 de agosto de 1930 — 1 de abril de 2023) foi um político e banqueiro político quinxassa-congolês. Foi Primeiro-ministro do Congo-Quinxassa, atuando como Presidente do Conselho dos Comissários-Gerais, de 20 de setembro de 1960 a 3 de outubro de 1960. Mais tarde foi governador do Banco Central do Congo.